# Majaluoto (ö i Satakunta)
Majaluoto är en ö i Finland. Den ligger i sjön Iso-Lankko och i kommunen Björneborg i den ekonomiska regionen  Björneborgs ekonomiska region  och landskapet Satakunta, i den sydvästra delen av landet, 220 km nordväst om huvudstaden Helsingfors. Öns area är 0,4 hektar och dess största längd är 130 meter i öst-västlig riktning.